# Pomaria brachycarpa
Pomaria brachycarpa là một loài thực vật có hoa trong họ Đậu. Loài này được (A.Gray) B.B.Simpson miêu tả khoa học đầu tiên.